# Ель-Туммама
Ель-Туммама (араб. ملعب الثمامة, Malʿab ath-Thumāma) — футбольний стадіон у столиці Катару, один із тих, на яких відбуваються матчі Чемпіонату світу 2022.

## Будівництво
Ель-Туммама є одним з восьми стадіонів, побудованих для проведення Чемпіонату світу в Катарі 2022 року. Стадіон розташовано неподалік Міжнародного аеропорту Хамад. До будівництва залучили катарську й турецьку компанії. На дизайн стадіону надихнув традиційний елемент одягу — гафія, або ж такія (араб. طاقية, ром.: ṭāqīyah), традиційного чоловічого головного убору близького сходу. Також навколо стадіону розплановано публічний парк 50 000 м2. Стадіон має 40 000 місць. По завершенню Чемпіонату світу, половину сидінь стадіону буде знято та передано іншим країнам, які вони потрібні. Стадіон відкрито 22 жовтня 2021.
Будівництво стадіону, а також інших стадіонів до ЧС 2022, засуджено багатьма організаціями з прав людини включно з Amnesty International.

## Історія
Стадіон відкрито 22 жовтня 2021, з нагоди фіналу Кубка Еміра.
Стадіон приймав 6 матчів Кубку арабських націй 2021, включно з півфіналом. На цьому півфіналі зустрілися господарі Катар та Алжир.

## Кубок Арабських націй 2021
На стадіоні Ель-Туммама відбулося 6 матчів Кубку Арабських націй 2021.
| Дата           | Час (UTC+3) | Команда 1 | Рахунок        | Команда 2         | Стадія     | К-кість глядачів |
| -------------- | ----------- | --------- | -------------- | ----------------- | ---------- | ---------------- |
| 1 грудня 2021  | 16:00       | Єгипет    | 1:0            | Ліван             | Група D    | 11 757           |
| 3 грудня 2021  | 13:00       | Бахрейн   | 0:0            | Ірак              | Група A    | 2 576            |
| 6 грудня 2021  | 18:00       | Туніс     | 1:0            | ОАЕ               | Група B    | 14 272           |
| 7 грудня 2021  | 18:00       | Марокко   | 1:0            | Саудівська Аравія | Група C    | 8 502            |
| 11 грудня 2021 | 22:00       | Марокко   | 2:2 (пен. 3:5) | Алжир             | 1/4 фіналу | 24 823           |
| 15 грудня 2021 | 22:00       | Катар     | 1:2            | Алжир             | 1/2 фіналу | 42 405           |

## Чемпіонат світу 2022
Стадіон Ель-Туммама прийме 8 матчів Чемпіонату світу 2022.
| Дата              | Час (UTC+3) | Команда 1 | Рахунок | Команда 2  | Стадія     | К-кість глядачів |
| ----------------- | ----------- | --------- | ------- | ---------- | ---------- | ---------------- |
| 21 листопада 2022 | 13:00       | Сенегал   | 0:2     | Нідерланди | Група A    | 41 721           |
| 23 листопада 2022 | 19:00       | Іспанія   | 7:0     | Коста-Рика | Група E    | 40 013           |
| 25 листопада 2022 | 26:00       | Катар     | 1:3     | Сенегал    | Група A    | 41 797           |
| 27 листопада 2022 | 16:00       | Бельгія   | 0:2     | Марокко    | Група F    | 43 738           |
| 29 листопада 2022 | 22:00       | Іран      | 0:1     | США        | Група B    | 42 127           |
| 1 грудня 2022     | 18:00       | Канада    | 1:2     | Марокко    | Група F    | 43 102           |
| 4 грудня 2022     | 18:00       | Франція   | 3:1     | Польща     | 1/8 фіналу | 40 989           |
| 10 грудня 2022    | 18:00       | Марокко   | 1:0     | Португалія | 1/4 фіналу | 44 198           |